# 19808 Elainemccall
19808 Elainemccall è un asteroide della fascia principale. Scoperto nel 2000, presenta un'orbita caratterizzata da un semiasse maggiore pari a 2,7214999 UA e da un'eccentricità di 0,0571889, inclinata di 3,67897° rispetto all'eclittica.